# NGC 2214
NGC 2214 (również ESO 57-SC74) – gromada otwarta, znajdująca się w gwiazdozbiorze Złotej Ryby. Należy do Wielkiego Obłoku Magellana. Odkrył ją James Dunlop 27 września 1826 roku.